# Metslawier
Metslawier (Fries, officieel: Mitselwier [mɪtsl’vi.ər]), is een dorp in de gemeente Noardeast-Fryslân, in de Nederlandse provincie Friesland. Metslawier ligt ten noordoosten van Dokkum, ten zuidoosten van Oosternijkerk. Het dorp ligt in de hoek waar de N358 en N361 elkaar kruisen. Het dorp is met een vaart verbonden met de Zuider Ee, waar het even ten noorden van ligt. In 2023 telde het dorp 885 inwoners.

## Geschiedenis
Het dorp is ontstaan op een terp die enkele eeuwen voor de christelijke jaartelling werd opgeworpen.  Later ontwikkelde zich het meer als een komdorp.
Metslawier is een klein dorp gelegen in de gemeente Noardeast-Fryslân, in de provincie Friesland in Nederland. De geschiedenis van het dorp gaat terug tot de vroege middeleeuwen. De plaatsnaam duidt waarschijnlijk erop dat het een voor bewoning opgeworpen hoogte (were->wier) was van of bewoond door de persoon Matsila, een gereconstrueerde persoonsnaam. De precieze oorsprong van de naam is en blijft tot op heden onduidelijk.
Het dorp werd in 1417 vermeld als tho Mitzlawere, in 1420 als Midslawer en Midslaweer, in 1491 als Metseleuier, in 1500 als metslewer, in 1511 als Metslawier, in 1664 als Metzelawier en in als 1718 als Metzelwier. 
In de late middeleeuwen werd het gebied rond Metslawier ingepolderd en ontstonden er dijken om het land te beschermen tegen overstromingen.  Dit zorgde voor een verandering in het landschap en een verschuiving naar meer landbouwactiviteiten. Metslawier was een van de vele dorpen die profiteerden van deze ontwikkelingen. 
Gedurende de eeuwen daarna bleef Metslawier een relatief klein dorp met een agrarische economie. Net als veel andere plaatsen in Friesland werd het beïnvloed door oorlogen, zoals de Tachtigjarige Oorlog en de Napoleontische oorlogen, maar het wist zich te herstellen en verder te groeien. 
Metslawier was vanaf de 18e eeuw de hoofdplaats van de gemeente Oostdongeradeel, tot die samen met de gemeentes Dokkum en Westdongeradeel bij de gemeentelijke herindeling van 1984 opging in de gemeente Dongeradeel. In 2019 ging de gemeente Dongeradeel dan weer op in de nieuwgevormde gemeente Noardeast-Fryslân.
Per 1 januari 2023 werd de dorpsnaam officieel gewijzigd van het Nederlandstalige Metslawier naar het Friestalige Mitselwier. 

## Beschermd dorpsgezicht
Een deel van Metslawier is een beschermd dorpsgezicht, een van de beschermde stads- en dorpsgezichten in Friesland. Metslawier telt acht rijksmonumenten.

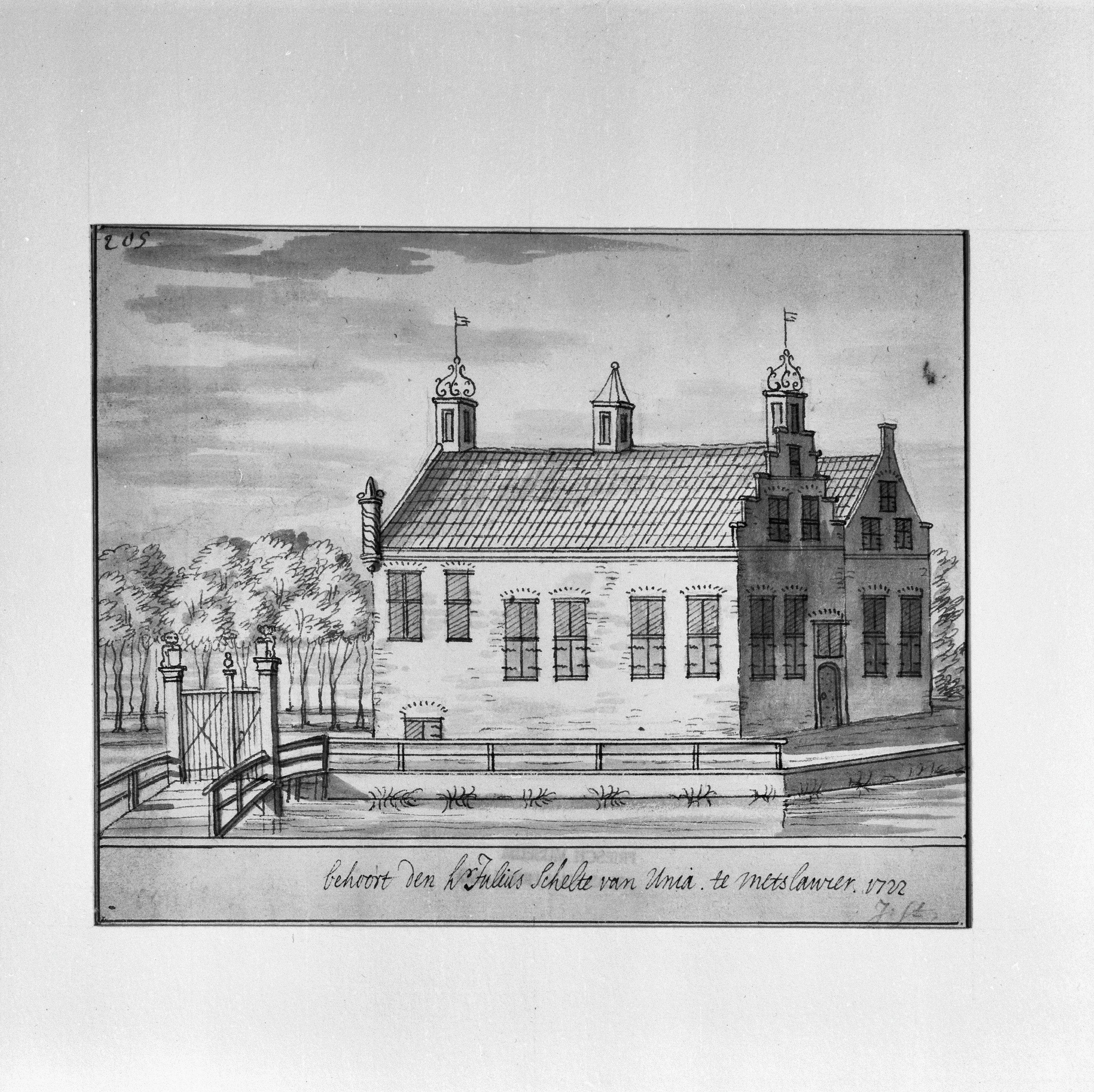
Uniastate in 1722

## States
Metslawier kende vroeger drie states. Eén kilometer ten noorden van het dorp lag de belangrijkste: Ropta State. Op de terp, direct ten westen van de Hervormde Kerk lag Unia State met een gracht rondom, die nog voor een deel aanwezig is. Ten zuidwesten van de kerk lag Wibalda State. Van de states is niets overgebleven.

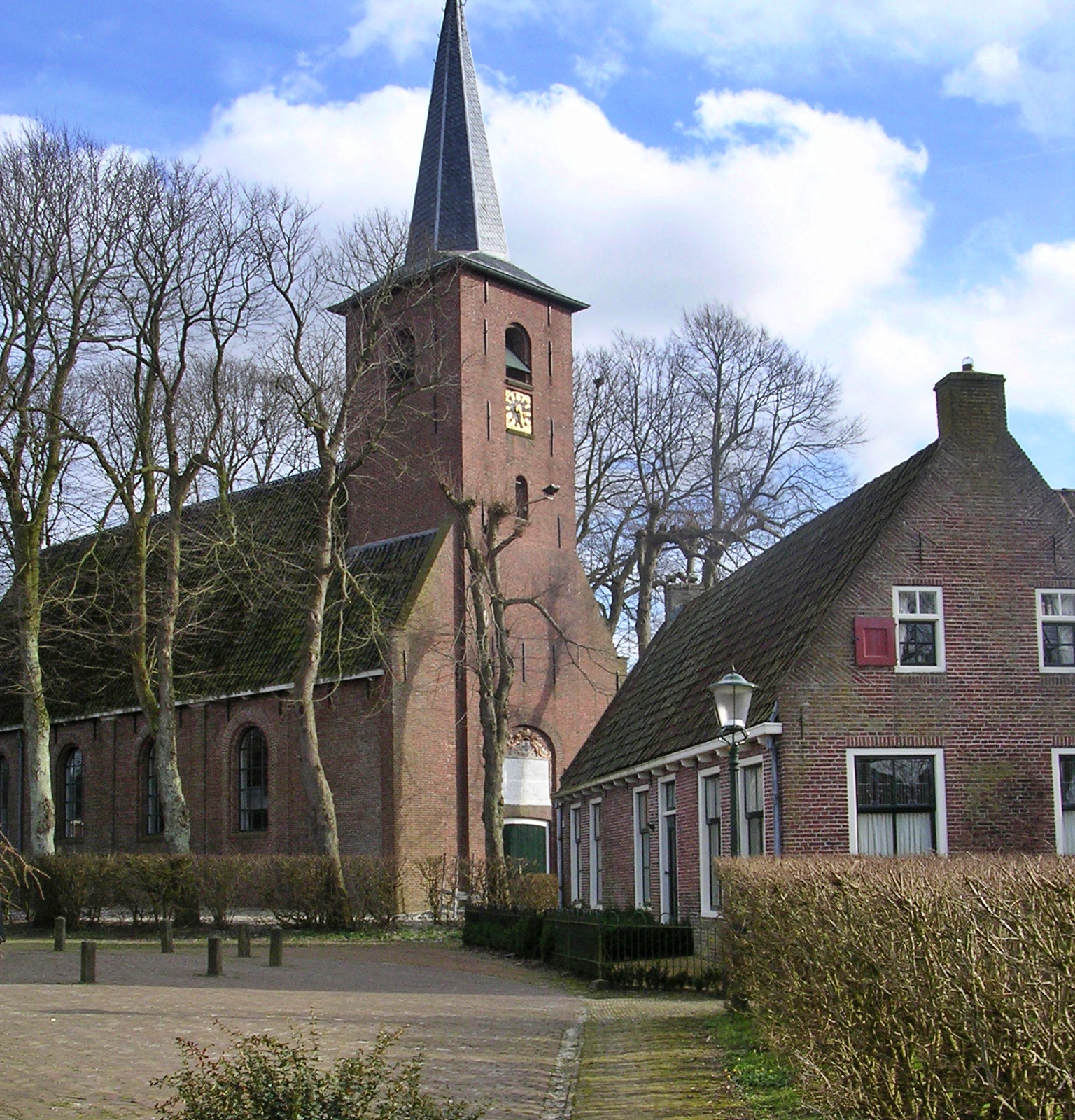
Hervormde kerk

## Kerken
Het dorp heeft een tweetal kerken. De oudste kerk is Hervormde kerk en die dateert uit 1776. Deze zaalkerk met driezijdig gesloten koor werd gebouwd op dezelfde plek waar een middeleeuwse voorganger stond.
In 1925 werd de ingebouwde kerktoren met ingesnoerde spits gerestaureerd. De luidklok die er inhangt dateert uit 1711 en werd gegoten door Petrus Overney. In de buitenmuur van het koor van het kerk staat op een gedenksteen een tekst over de Allerheiligenvloed van 1570.
De andere kerk is Rehoboth, een gereformeerde kerk die de opvolger was een in 1912 gesloopte kerk uit 1888. Het is net als de andere kerk onderdeel van de Protestantse Gemeente Metslawier-Niawier.

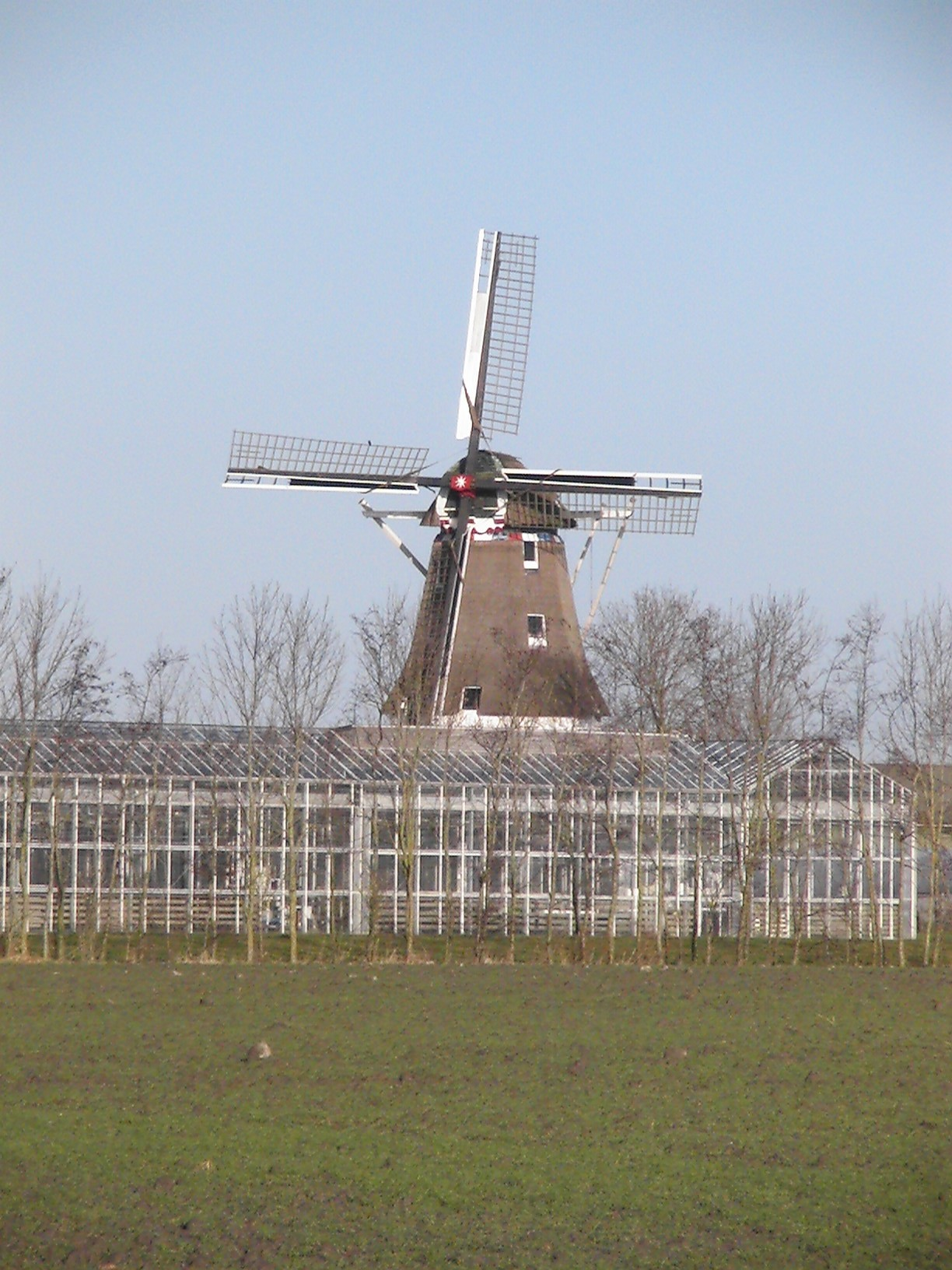
Molen Ropta

## Molen
Iets ten noorden van Metslawier staat een windmolen, de Ropta geheten. De molen dateert uit 1836 en was van oorsprong een grondzeiler maar werd enkele jaren na de bouw met twintig voet verhoogd tot een stellingmolen. De achtkante bovenkruier was vanaf dan in gebruik als koren- en pelmolen.

## Sport
Het dorp heeft meerdere sportverenigingen. Onder meer een algemene sportverenigingen en de tennisvereniging Metslawier eo. De kaatsvereniging KF De Trije Doarpen is opgericht voor de dorpen Metslawier, Oosternijkerk en Niawier. De voetbalvereniging Ropta Boys bedient daarnaast ook nog het dorp Nes en heeft als thuisbasis Oosternijkerk.

## Cultuur
Elke drie jaar vindt er in het dorp een openluchtspel plaats, naast enkele kleinere culturele evenementen.

## Natuur
Op het eind van de 20ste eeuw is er langs de oostkant van het dorp een park annex groenstrook aangelegd en vormt zo een groene zone langs het dorp.

## Onderwijs
Het dorp heeft een basisschool, CBS De Rank geheten. De Rank is onderdeel van de onderwijsstichting Arlanta.

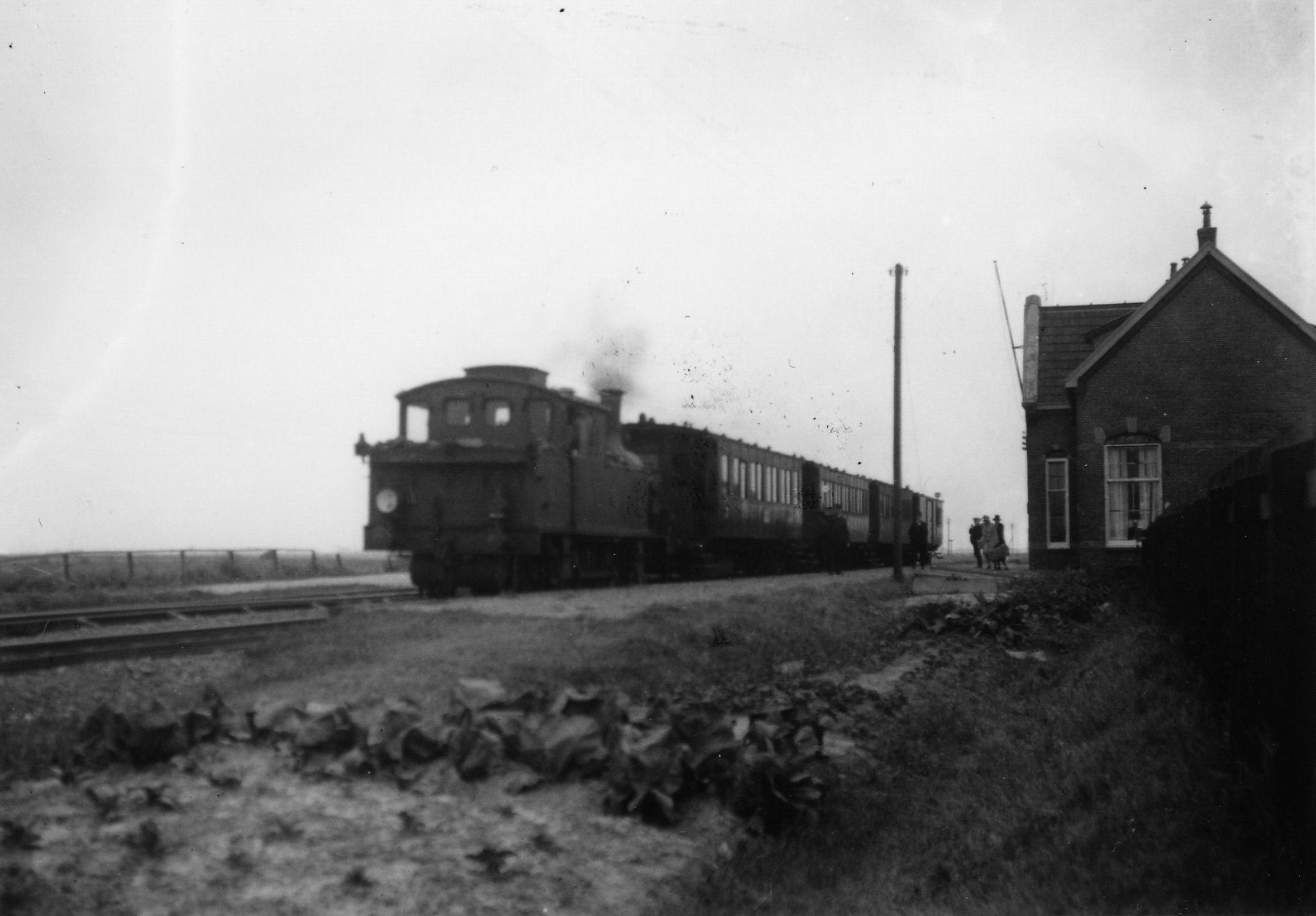
Een locomotief uit de serie Ns 7100 met een trein op station Metslawier. (1920 - 1940)

## Treinstation
In Metslawier heeft een treinstation gelegen aan de toenmalige spoorlijn Leeuwarden - Anjum. Station Metslawier werd geopend in 1901 maar gesloten in 1935. Het stationsgebouw dat in 1902 werd gebouwd is daarbij behouden van de sloop.

## Geboren in Metslawier
- Petrus Adrianus Bergsma (1743-1824), bestuurder en ondernemer
- Balthasar Bekker (1634-1698), predikant en een van de eerste filosofen van de Verlichting
- Jan Kooistra (1894-?), burgemeester tijdens de Tweede Wereldoorlog